# Молдавская, Мария Абрамовна
Молдавская Мария Абрамовна (17 мая 1914, Кривой Рог, Херсонская губерния — 30 июля 2002, США) — советский и украинский учёный-историк. Доктор исторических наук (1986), профессор (1989).

## Биография
Родилась 17 мая 1914 года в местечке Кривой Рог.
В 1934 году окончила Криворожский педагогический институт, где затем работала до 1935 года.
В 1935—1939 годах — в Харьковском полиграфическом институте.
С 1939 года — в Донецком национальном университете: в 1989—1996 годах — профессор кафедры истории.
Выехала в США.
Умерла 30 июля 2002 года в США.

## Научная деятельность
Исследовала историю социального движения Франции периода Реформации (XVI век).

### Научные труды
- Развитие капитализма в книгопечатном производстве Франции в І половине XVI в. / М., 1955;
- К вопросу о положении народных масс Франции в XVI в. / Донецк, 1968;
- Страйковий рух французьких робітників-друкарів / Киев, 1971;
- Народное движение и Реформация в Провансе в І половине XVI в. / Донецк, 1986;
- У истоков рабочего движения во Франции / Киев, 1989.